# Seiya Maikuma
Seiya Maikuma (jap. 毎熊 晟矢; ur. 16 października 1997 w Nagasaki) – japoński piłkarz, występujący na pozycji obrońcy w holenderskim klubie AZ Alkmaar oraz w reprezentacji Japonii. Uczestnik Pucharu Azji 2023.

## Statystyki

### Klubowe
Na podstawie:
| Klub             | Sezonów | Liga      | Liga  | Liga   | Puchar krajowy | Puchar krajowy | Kontynentalne | Kontynentalne | Suma  | Suma   |
| Klub             | Sezonów | Liga      | Mecze | Bramki | Mecze          | Bramki         | Mecze         | Bramki        | Mecze | Bramki |
| ---------------- | ------- | --------- | ----- | ------ | -------------- | -------------- | ------------- | ------------- | ----- | ------ |
| V-Varen Nagasaki | 2       | J2 League | 74    | 6      | 1              | 1              | –             | –             | 75    | 7      |
| Cerezo Osaka     | 2       | J1 League | 59    | 4      | 19             | 3              | –             | –             | 78    | 7      |
|                  | Łącznie | Łącznie   | 133   | 10     | 20             | 4              | 0             | 0             | 153   | 14     |

### Reprezentacyjne
Na podstawie:
| Występy w reprezentacji | Występy w reprezentacji | Występy w reprezentacji | Występy w reprezentacji | Występy w reprezentacji | Występy w reprezentacji | Występy w reprezentacji | Występy w reprezentacji |
| Lp.                     | Data                    | Miasto                  | Przeciwnik              | Wynik                   | Gole                    | Inne                    | Rozgrywki               |
| ----------------------- | ----------------------- | ----------------------- | ----------------------- | ----------------------- | ----------------------- | ----------------------- | ----------------------- |
| 1.                      | 12.09.2023              | Genk                    | Turcja                  | 4:2 (3:1)               |                         | asysta, 43'             | mecz towarzyski         |
| 2.                      | 13.10.2023              | Niigata                 | Kanada                  | 4:1 (3:0)               |                         |                         | mecz towarzyski         |
| 3.                      | 16.11.2023              | Suita                   | Mjanma                  | 5:0 (3:0)               |                         |                         | Eliminacje MŚ 2026      |
| 4.                      | 01.01.2024              | Tokio                   | Tajlandia               | 5:0 (0:0)               |                         |                         | mecz towarzyski         |

## Sukcesy
Na podstawie:
Brak większych sukcesów.